# Wat Tra Kuan

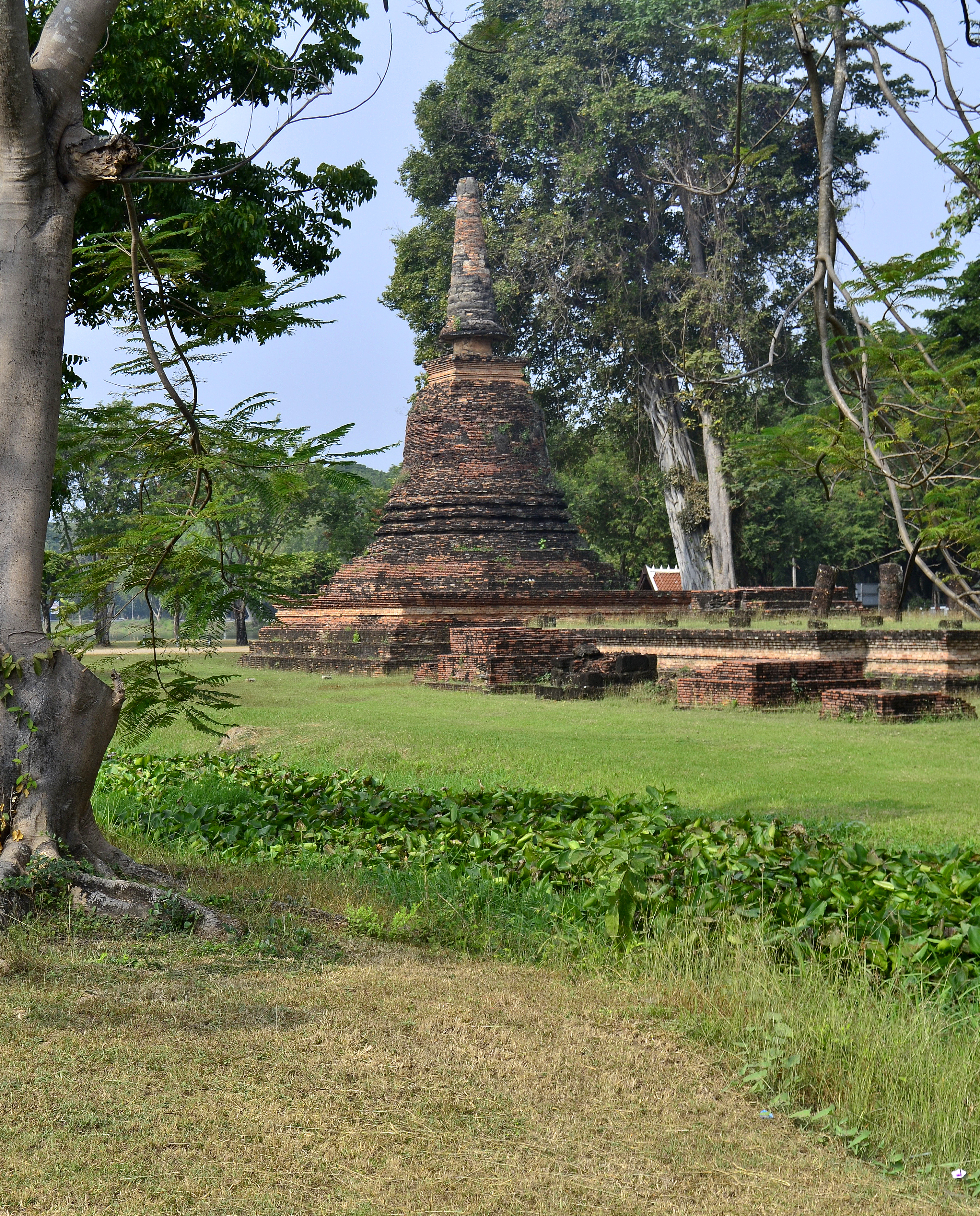
Wat Trakuan, Ansicht von Südosten

Von der buddhistischen Tempelanlage Wat Tra Kuan (Thai: วัดตระกวน) ist nur noch die Ruine erhalten. Sie liegt in Sukhothai, Provinz Sukhothai in der Nordregion von Thailand.

## Etymologie
Der ursprüngliche Name des Tempels ist nicht sicher überliefert. Nach einer Theorie des ehemaligen thailändischen Königs Vajiravudh (Rama VI.) ist Tra Kuan ein Khmer-Ausdruck für eine Pflanze, die auf Thai Phak Bung (ผักบุ้ง) heißt, im Englischen als Morning Glory und im Deutschen als Prunkwinde bekannt ist, ein Nachtschattengewächs, das in der traditionellen asiatischen Medizin als Heilpflanze Verwendung findet. Andere Vorschläge für den Namen des Tempels lauteten „Wat Ta Khuan“ (วัดตาควร, Tempel von Großvaten Khuan) oder „Wat Takon“ (วัดตะกรน, Sediment-Tempel).

## Lage
Der Wat Tra Kuan liegt nördlich des Wat Mahathat in der historischen Altstadt (Mueang Kao – เมืองเก่า) von Sukhothai und direkt nordwestlich vor dem Denkmal des Königs Ramkhamhaeng.

## Baugeschichte
Der Wat Tra Kuan wurde in der Zeit des Königreiches Sukhothai gegründet, wahrscheinlich wurde er zu Beginn des 15. Jahrhunderts fertiggestellt. In der „Wat-Sorasak-Steininschrift“ (auch Inscription no. 49 genannt) wurde der Tempel im Jahr 1417 erwähnt, als ein Mönch (Bhikkhu) aus dem Norden hier wohnte, während er seinen Neffen besuchte.

## Sehenswürdigkeiten
Folgende Sehenswürdigkeiten befinden sich im Bereich des Wat Tra Kuan:
- Ein majestätischer Chedi im „singhalesischen“ oder „Sukhothai-Stil“ steht im Westen des Geländes. Sein quadratischer Sockel besteht aus drei sich nach oben verjüngenden Lagen.
- Östlich davon stehen die Ruinen einer Ordinationshalle (Ubosot) mit einer kleinen Terrasse, sechs Säulen-Reihen und einer Treppe an der östlichen Seite. Dies weicht von dem Standard-Layout eines Sukhothai-Tempels ab, denn meist befindet sich an dieser Stelle eine Versammlungshalle (Wihan). Einfache Grenzsteine (Bai Sema) und die Fundamente mehrerer kleinerer Chedis sind um die Ordinationshalle angeordnet.
- Bei Ausgrabungsarbeiten in den 1960er Jahren wurde auf dem Gelände eine Bronze-Buddha-Statue gefunden. Sie befindet sich heute im Ramkhamhaeng-Nationalmuseum. Ihr Aussehen ähnelt einer Statue im „Chiang-Saen-Stil“, von dem man annimmt, dass er vor der Zeit des Sukhothai-Königreiches entstanden ist. Da diese Statue im Wat Tra Kuan gefunden wurde, gab man weiteren, ähnlichen Statuen den Namen „Wat-Tra-Kuan-Stil“.[2]